# ゲオルゲ・プスカシュ
ゲオルゲ・アレクサンドル・プスカシュ（George Alexandru Pușcaș, 1996年4月8日 - ）は、ルーマニア・マルギタ出身のサッカー選手。ピサSC所属。ルーマニア代表。ポジションはフォワード。
名前の発音はルーマニア語では「ジョルジェ・プシュカシュ」が近い。

## 経歴
2015年2月1日、USサッスオーロ・カルチョ戦でインテルナツィオナーレ・ミラノデビューを果たした。
2015年8月4日、FCバーリ1908に期限付き移籍。
2016年7月15日、ベネヴェント・カルチョに期限付き移籍。
2018年8月8日、USチッタ・ディ・パレルモと4年契約を結んだ。2部に沈んだパレルモのストライカーとしてリーグ戦9得点を記録し、チームを昇格プレーオフに押し上げるも敗退。同シーズン、チームは財政難により4部に降格した。
2019年8月7日、レディングFCと5年契約を結んだ。
2022年1月31日、ピサSCへレンタル移籍。
2022年8月25日、ジェノアCFCへレンタル移籍。
シーズン終了後、完全移籍となった。